# Kanton Le Mans-Centre
Kanton Le Mans-Centre (fr. Canton du Mans-Centre) je francouzský kanton v departementu Sarthe v regionu Pays de la Loire. Tvoří ho historické centrum města Le Mans.